# بترولينا
بترولينا هي بلدية في البرازيل، تتبع بيرنامبوكو، بلغ عدد سكانها 218٬538  نسمة، في 2000، تبلغ مساحتها 4٬561٫872 كيلومتر مربع.

## الموقع
تشترك في الحدود مع:
- جوازيرو.

## المناخ
يظهر الجدول التالي التغييرات المناخية على مدار السنة لبترولينا:
| البيانات المناخية لـبترولينا                                | البيانات المناخية لـبترولينا | البيانات المناخية لـبترولينا | البيانات المناخية لـبترولينا | البيانات المناخية لـبترولينا | البيانات المناخية لـبترولينا | البيانات المناخية لـبترولينا | البيانات المناخية لـبترولينا | البيانات المناخية لـبترولينا | البيانات المناخية لـبترولينا | البيانات المناخية لـبترولينا | البيانات المناخية لـبترولينا | البيانات المناخية لـبترولينا | البيانات المناخية لـبترولينا |
| الشهر                                                       | يناير                        | فبراير                       | مارس                         | أبريل                        | مايو                         | يونيو                        | يوليو                        | أغسطس                        | سبتمبر                       | أكتوبر                       | نوفمبر                       | ديسمبر                       | المعدل السنوي                |
| ----------------------------------------------------------- | ---------------------------- | ---------------------------- | ---------------------------- | ---------------------------- | ---------------------------- | ---------------------------- | ---------------------------- | ---------------------------- | ---------------------------- | ---------------------------- | ---------------------------- | ---------------------------- | ---------------------------- |
| متوسط درجة الحرارة الكبرى °م (°ف)                           | 33.7 (92.7)                  | 32.9 (91.2)                  | 33.6 (92.5)                  | 32.1 (89.8)                  | 30.9 (87.6)                  | 30.4 (86.7)                  | 30.5 (86.9)                  | 31.5 (88.7)                  | 34.6 (94.3)                  | 36.8 (98.2)                  | 36.9 (98.4)                  | 35.2 (95.4)                  | 32.5 (90.5)                  |
| متوسط درجة الحرارة الصغرى °م (°ف)                           | 22.3 (72.1)                  | 22.3 (72.1)                  | 22.2 (72.0)                  | 22.0 (71.6)                  | 21.1 (70.0)                  | 20.2 (68.4)                  | 19.5 (67.1)                  | 19.7 (67.5)                  | 20.7 (69.3)                  | 22.1 (71.8)                  | 22.7 (72.9)                  | 22.5 (72.5)                  | 21.4 (70.5)                  |
| معدل هطول الأمطار مم (إنش)                                  | 81.9 (3.22)                  | 105.9 (4.17)                 | 136.3 (5.37)                 | 93.6 (3.69)                  | 21.7 (0.85)                  | 5.1 (0.20)                   | 8.7 (0.34)                   | 2.4 (0.09)                   | 5.6 (0.22)                   | 11.9 (0.47)                  | 53.5 (2.11)                  | 50.8 (2.00)                  | 577.4 (22.73)                |
| المصدر: Brazilian National Institute of Meteorology (INMET) |                              |                              |                              |                              |                              |                              |                              |                              |                              |                              |                              |                              |                              |

## أعلام
- برونو نونيز